# Марь постенная
Марь посте́нная, или Марь сте́нная (лат. Chenopodiástrum murále, Chenopódium murale) — однолетние травянистое растение, вид рода Хеноподиаструм (Chenopodiastrum), выделенного в 2012 году из рода Марь (Chenopodium) семейства Амарантовые (Amaranthaceae).
Естественная область распространения охватывает Европу, значительную часть Азии и некоторые районы Северной Африки, откуда растение широко распространилось по всему миру, особенно по тропическим и субтропическим регионам, известно в Америке и Австралии. Обычный сорняк, заселяющий поля и обочины дорог. Предпочитает сухие песчаные и каменистые почвы, богатые азотом. В России встречается как заносное растение по сорным местам.

## Ботаническое описание
Растение от 30 до 100 сантиметров в высоту. Стебель прямостоящий, ветвистый, с красноватыми или красно-зелёными прожилками. Листья очерёдные, на длинных черешках, насыщенного зелёного цвета, с гладкой немного блестящей верхней поверхностью, овально-ромбической формы, с неравномерно зубчатыми краями, с заострённым концом и клиновидно-стянутым основанием. Ширина листьев обычно равна их длине. Нижняя часть листьев, молодые побеги и соцветия покрыты мучнистым налётом.
Цветки обоеполые, собранные в метельчатые соцветия, цветут начиная с июня. Чёрные семена с глянцевой поверхностью, покрытые плёнчатым перикапием, в диаметре 1—1,5 мм, сжатые, созревают в сентябре.
|                          |  |  |
| Листья, цветки и семена. |  |  |

Количество хромосом 2n = 18.

## Значение и применение
Семена съедобны, во время голода использовались как суррогат хлеба. Побеги, листья и стебли пригодны для употребления в пищу как зелень для салатов.